# Шиверс, Аллан
Роберт Аллан Шиверс (англ. Robert Allan Shivers; 5 октября 1907, Лафкин, Техас — 14 января 1985, Остин, Техас) — американский политик, 37-й губернатор Техаса.

## Биография
Аллан Шиверс родился в городе Лафкин, штат Техас, в семье Роберта Эндрю и Эстер (урожденной Криси) Шиверс. Он провёл своё детство в Магнолия-Хиллс, семейном доме около Вудвилла. В 1924 году Шиверс окончил школу и поступил в Техасский университет в Остине, чтобы как отец стать юристом. Проучившись год, он бросил учёбу и устроился работать на нефтеперерабатывающий завод в Порт-Артуре. Но в 1928 году Шиверс вернулся в университет и окончил его в 1931 году со степенью бакалавра.
До 1934 года Шиверс занимался частной юридической практикой в Порт-Артуре, после чего был избран в сенат штата, став самым молодым в истории сенатором Техаса. В 1937 году он женился на Мэриэлис Шери (1910—1996), чей отец, Джон Шери, был крупным производителем цитрусовых, скотоводом, банкиром и торговцем недвижимостью в долине Рио-Гранде. В 1943 году Шиверс вступил в армию США и в течение следующих двух с половиной лет служил в Союзном военном правительстве в Северной Африке, Италии, Франции и Германии.
После увольнения из армии в 1945 году в звании майора, Шиверс стал генеральным директором коммерческого предприятия своего тестя, однако вскоре решил вернуться в политику. В 1946 году он был избран вице-губернатором Техаса, а два года спустя был переизбран на следующий срок. 11 июля 1949 года умер губернатор Бофорд Джестер, и Шиверс занял его место. Он отказался баллотироваться на переизбрание в 1956 году.
В январе 1957 года Шиверс ушёл из политики и активно занялся управлением огромных предприятий в долине Рио-Гранде, которые унаследовала его жена. Он был председателем и членом совета директоров ряда банков, в том числе Austin National Bank и Texas Commerce Bank, а также президентом Торговой палаты США. В 1973 году Шиверс был назначен в Совет регентов Техасского университета на семилетний срок. В течение четырёх лет он был председателем совета. В это время Шиверс пожертвовал свой особняк в Остине, чтобы собрать средства для юридической школы университета.

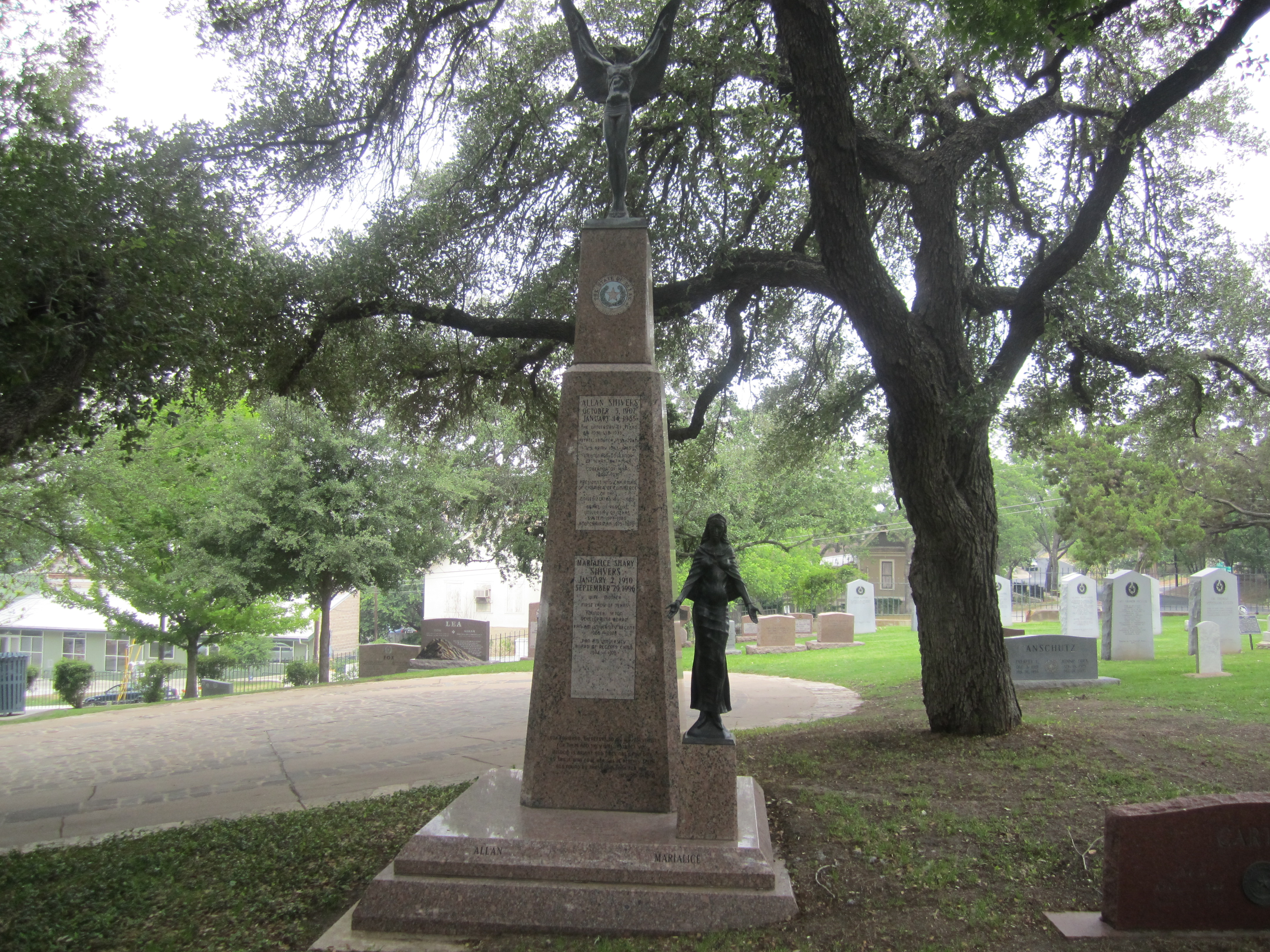
Памятник Шиверсу на кладбище штата Техас в Остине

Шиверс скоропостижно скончался 14 января 1985 года от обширного инфаркта. После него остались жена Мэриэлис, три сына и дочь, а также десять внуков.